# Obraz Matki Bożej Pocieszenia z Pasierbca

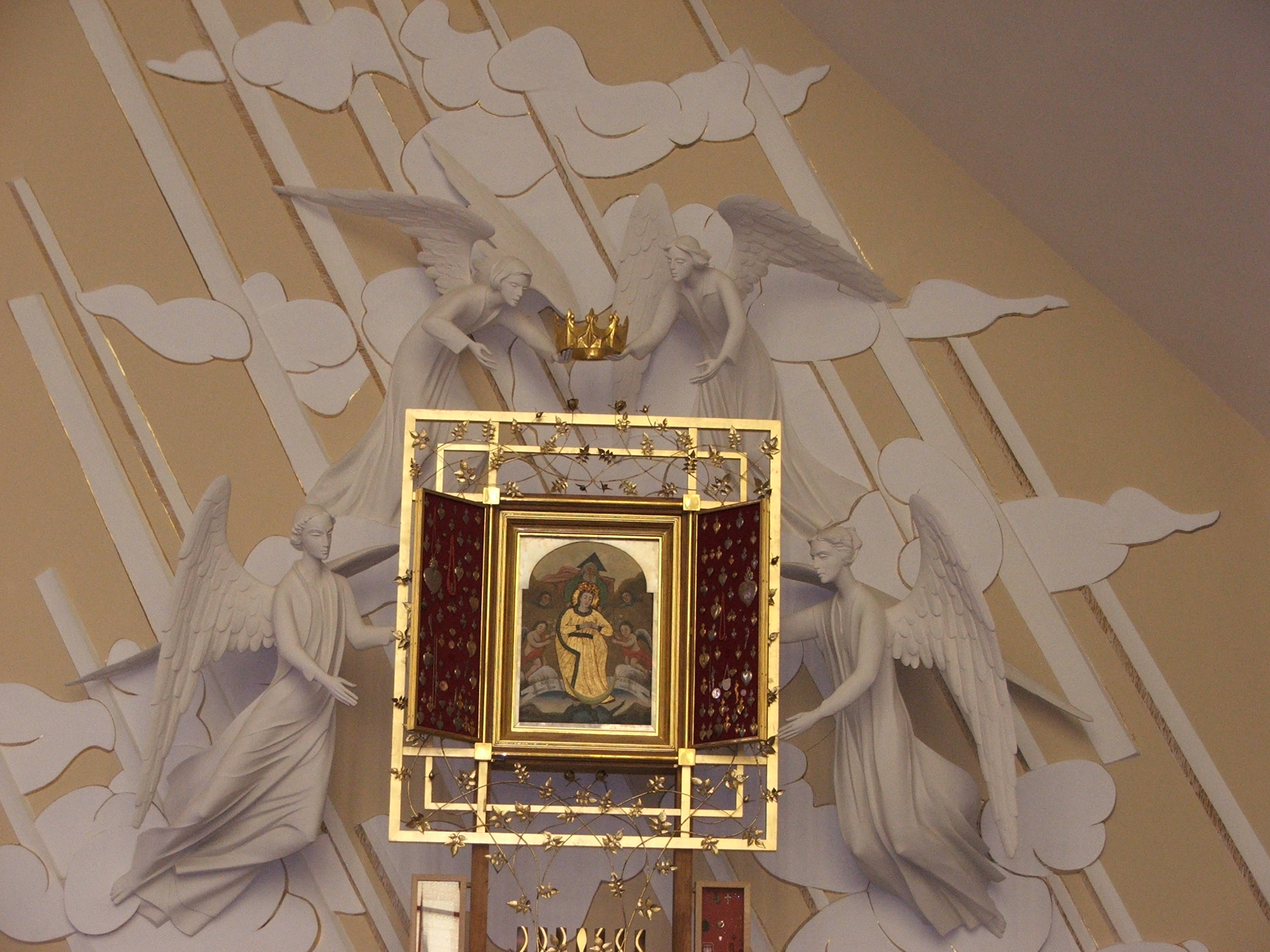

Obraz Matki Bożej Pocieszenia, Matka Boża Pasierbiecka – znajdujący się w Sanktuarium Maryjnym w miejscowości Pasierbiec obraz olejny ufundowany przez Jana Matrasa jako wotum dziękczynne za ocalenie życia, otoczony szczególnym kultem i uznawany za cudowny przez wiernych z polskiego kościoła katolickiego.

## Opis obrazu
Jest to obraz olejny o wymiarach 72x90 cm. W jego centralnym miejscu znajduje się postać brzemiennej Maryi w szatach królewskich, z rękami złożonymi na sercu. Nad nią widnieje postać Boga Ojca, który lekko dotyka jej ramion, jakby posyłając Marię na ziemię. U stóp Niepokalanie Poczętej znajdują się dwie szarfy z napisem Matko Pocieszna wspomóż nas grzesznych. Maryja stoi na kuli ziemskiej i ma pod stopami księżyc. Depcze głowę węża.

## Historia
Fundatorem obrazu Matki Pasierbieckiej był Jan Matras, który budując niewielką kapliczkę na Pasierbieckiej Górze, wypełnił ślub, złożony Matce Bożej po ocaleniu życia w bitwie pod Rastatt. Od samego początku obraz otaczany był niezwykłym kultem, początkowo przez miejscowych, a następnie zataczał coraz szersze kręgi. W Pasierbcu nie było wówczas nawet parafii - kapliczka otoczona była opieką duszpasterską parafii w Łososinie Górnej.
Stopniowo kult obrazu przybierał wyraźne formy zewnętrznej czci i rozszerzał się. Coraz więcej wiernych doznawało tu licznych łask i oczekiwanej pociechy. Szczególnie uroczyście obchodzono święto Matki Bożej Pocieszenia w ostatnią sobotę sierpnia, co stanowiło jakby odpowiednik odpustu. Stopniowo w niewielkiej kaplicy formalizowano kult: wprowadzono dwa nowe odpusty: zimowy w uroczystość Niepokalanego Poczęcia (od 1954) oraz wiosenny w święto Zesłania Ducha Świętego (od 1983). W 1983 obraz przeniesiono w uroczystej procesji do nowego kościoła.
Punktem kulminacyjnym w dotychczasowym kulcie była Koronacja Cudownego Obrazu złotymi papieskimi koronami. Koronacji dokonał 28 sierpnia 1993 ówczesny biskup tarnowski Józef Życiński.